# Shiloh Fernandez
Pour les articles homonymes, voir Shiloh (homonymie).
Shiloh Fernandez est un acteur américain, né le 26 février 1985 à Ukiah (Californie).

## Biographie
Shiloh est né en 1985 à Ukiah en Californie. Son père est d'origine portugaise et russe et sa mère est d'origine britannique. Il commence sa carrière d'acteur à l'âge de cinq ans. Son oncle, Tom Fernandez, est un moine SRF à Encinitas, et son oncle, Ed Fernandez, est un avocat de la défense bien connu à San Jose, en Californie.
Shiloh est surtout connu pour ses rôles dans Jericho et United States of Tara. Il a également joué dans l'épisode Valley Girls de la série télévisée Gossip Girl où il interprétait Owen Campos, aux côtés de Brittany Snow et Krysten Ritter. Shiloh Fernandez a participé au casting de Twilight pour avoir le rôle d'Edward Cullen, mais c'est Robert Pattinson qui a été choisi. En 2010, il joue dans Le Chaperon rouge, sorti au cinéma en 2011. Il a également joué le rôle de David dans le remake de Evil Dead sorti au cinéma en 2013.

## Vie personnelle
Il a un frère cadet et une sœur aînée. Il est le meilleur ami de l'acteur Thomas Dekker. Il se met en couple, en 2008, avec l'actrice anglaise Juno Temple mais ils se séparent ensuite en 2011[réf. nécessaire].

## Filmographie

### Télévision
- 2005 : Wasted
- 2006 : Cold Case : Affaires classées, épisode Immortel : Valentino
- 2006 : Drake et Josh, épisode La Tempête
- 2007 : Lincoln Heights, épisode Bébé chèvre
- 2007 : La Force du pardon (Crossroads: A Story of Forgiveness)
- 2006-2007 : Jericho
- 2009 : United States of Tara : Benjamin Lambert (saison 1)
- 2009 : Gossip Girl : Owen Campos (episode 24, saison 2)
- 2015 : New York, Unité Spéciale : Scott Russo
- 2017 : Gypsy : Tom Devins
- 2018 : Instinct : Troy
- 2019 : Euphoria : Trevor

### Cinéma
- 2006 : La Prison de verre 2
- 2007 : Interstate
- 2008 : From Within : Sean (non crédité)[3]
- 2008 : Deadgirl
- 2008 : Cadillac Records
- 2008 : Inside : Sean (petit rôle)
- 2008 : Red : Pete Doust
- 2008 : Garden of the Nights : Cooper
- 2009 : Whore
- 2009 : Don't Look Up (Shoot) : Garret
- 2009 : 16 to Life : Rene
- 2010 : Happiness Runs : Jake
- 2010 : Swerve : Daniel
- 2010 : Skateland : Ritchie Wheeler
- 2011 : Le Chaperon rouge : Peter
- 2012 : Syrup
- 2013 : Evil Dead de Fede Alvarez : David
- 2013 : The East de Zal Batmanglij : Luca
- 2013 : Deep Powder : Danny
- 2014 : White Bird (White Bird in a Blizzard) de Gregg Araki : Phil
- 2015 : Queen of Carthage : Amos
- 2015 : Bangs in my chest de Julien Paolini : Aaron[4]
- 2015 : Le Mal en elle : William Finn
- 2015 : We Are Your Friends de Max Joseph : Ollie
- 2016 : Escapade fatale (Edge of winter) de Rob Connolly : Richard
- 2017 : Chronically Metropolitan (en)
- 2020 : The Birthday Cake de Jimmy Giannopoulos : Giovanni (également scénariste et producteur)
- 2023 : The Old Way de Brett Donowho : Boots
- 2023 : Mob Land de Nicholas Maggio : Shelby Connors
- 2026 : The Basics of Philosophy de Paul Schrader

### Clips Musicaux
- 2008 : Just Impolite de Plushgun
- 2008 : Ride de Cary Brothers
- 2011 : We Still Burn de Top Shelf
- 2012 : Let's Forget All The Things That We Say de Julia Stone
- 2013 : Searching de Selena Gomez
- 2014 : The Heart Wants What It Wants de Selena Gomez

## Voix françaises
En France
| - Donald Reignoux dans : - United States of Tara (série télévisée) - Evil Dead - New York, unité spéciale (série télévisée) - Escapade fatale - Falling Water (série télévisée) - Instinct (série télévisée) - The Birthday Cake - Nessym Guetat dans : - Three Rivers (série télévisée) - Return To Sender | Et aussi - Jim Redler dans Jericho (série télévisée) - Maxime Donnay dans The East - Christope Seugnet dans White Bird - Julien Bouanich dans We Are Your Friends - Rémi Bichet dans Le Chaperon Rouge - Jérémy Bardeau dans Gypsy (série télévisée) |

Au Québec
Note : La liste indique les titres québécois.
| - Nicolas Charbonneaux-Collombet dans : - L'opéra de la terreur (2013) : David - Nicholas Savard L'Herbier dans : - Le Chaperon Rouge (2011) : Peter - Nous sommes vos amis (2015) : Ollie |